# 2 Archangielski Zjednoczony Oddział Lotniczy
2 Archangielski Zjednoczony Oddział Lotniczy (ros. 2-й Архангельский объединенный авиаотряд) – rosyjska linia lotnicza z siedzibą w Archangielsku.
Linie obsługują regionalne połączenia krajowe i zagraniczne pasażerskie oraz towarowe. Linie wykonują również loty pokojowe i misje humanitarne.

## Flota
Samoloty